# Dieter Kottysch
Dieter Kottysch est un boxeur allemand né le 30 juin 1943 à Gleiwitz (Allemagne nazie) et mort le 9 avril 2017 à Hambourg (Allemagne).

## Carrière
Champion d'Allemagne des poids welters entre 1964 et 1968 et des super welters en 1972, il devient la même année champion olympique dans cette catégorie aux Jeux de Munich après sa victoire en finale contre le Polonais Wiesław Rudkowski.

## Parcours auxJeux olympiques
Jeux olympiques d'été de 1972 à Munich (poids super welters) :
- Bat Bonifacio Avila (Colombie) par arrêt de l'arbitre au 2e round
- Bat Evengelos Oikonomakos (Grèce) 5-0
- Bat Mohamed Majeri (Tunisie) 5-0
- Bat Alan Minter (Grande-Bretagne) 3-2
- Bat Wiesław Rudkowski (Pologne) 3-2

## Lien externe

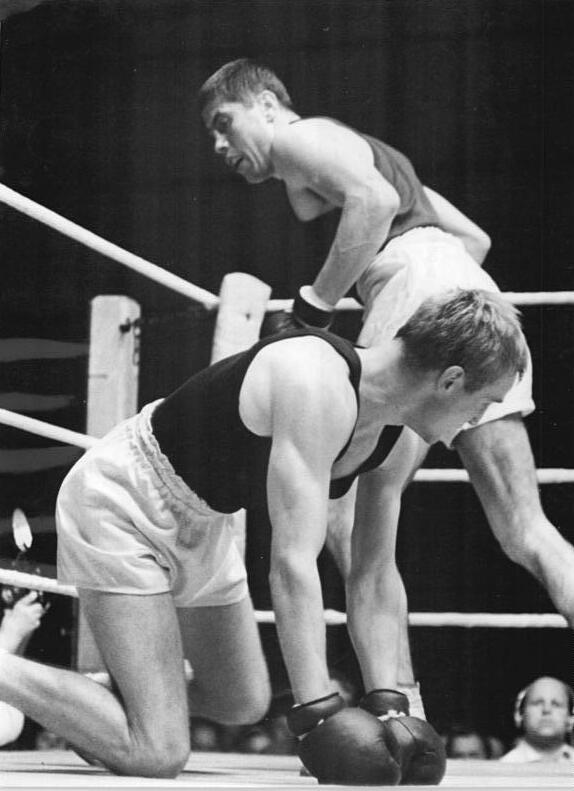
Dieter Kottysch (à genoux) contre Bruno Guse en 1964.